# Левоцькі полонини
Левоцькі полонини (Levočské planiny) — гірський масив в Словаччині; геоморфологічна підодиниця масиву Левоцькі гори.. Найвища точка — гора Яворинка (1074 метри). Місце розташування — Пряшівський край.
Протікає Тварожнянський потік.